# 인명구조원

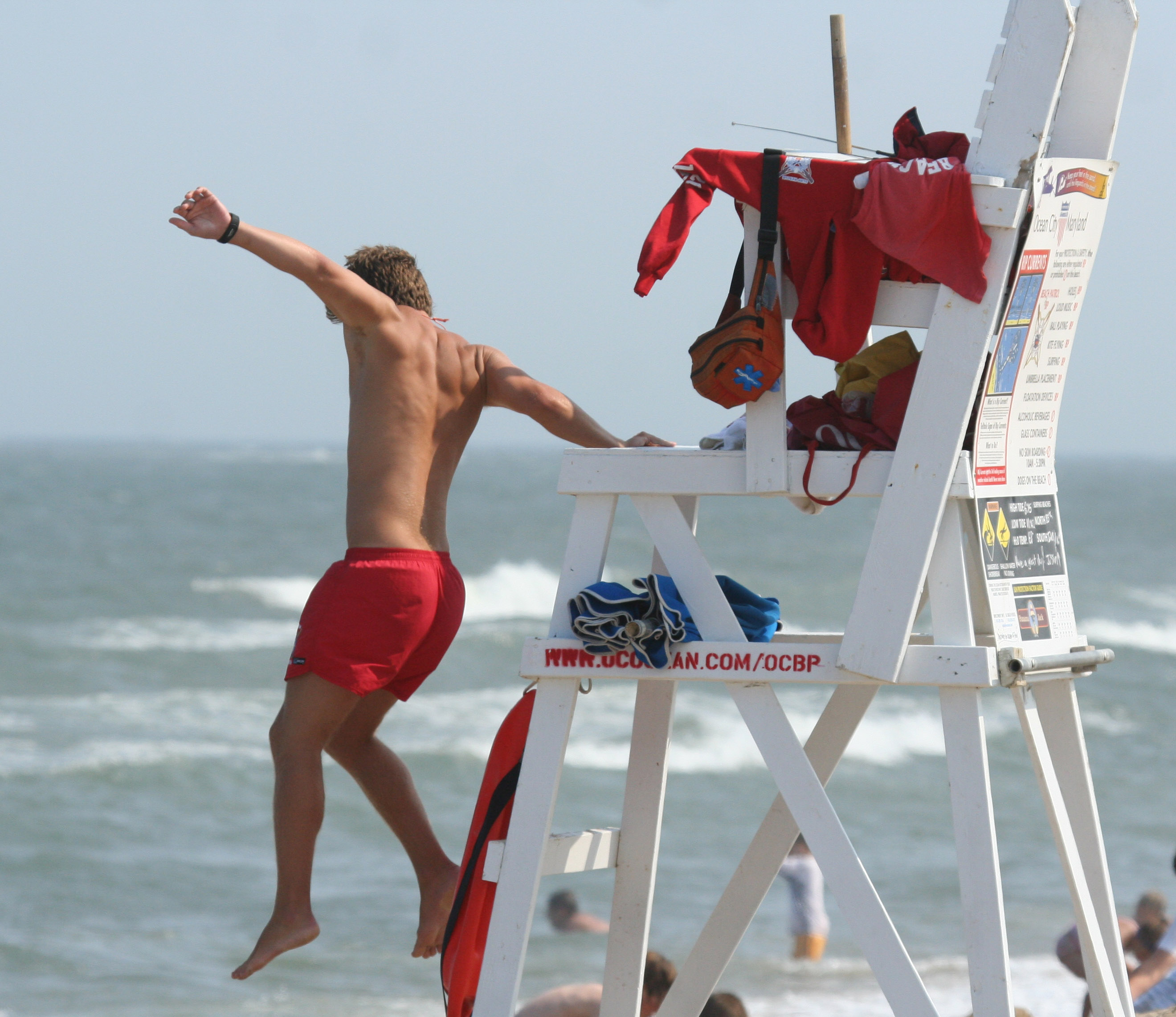
인명구조원

인명구조원(人命救助員)은 수영장, 워터파크, 해수욕장  등 물가에서의 레크리에이션을 즐기는 사람의 안전을 지키는 직업이다.
인명구조원은 수영장, 워터파크, 해변, 스파, 강, 호수 등에서 수영하는 사람, 서퍼 및 기타 수상 스포츠 참가자의 안전과 구조를 감독하는 구조원이다. 인명구조원은 수영 및 CPR/AED 응급처치 교육을 받았으며 특정 장소의 요구 사항에 따라 다양한 보조기구 및 장비를 사용하여 수상 구조 인증을 받았다. 일부 지역에서는 인명 구조원이 사건에 대한 응급 서비스 시스템의 일부이며 일부 지역 사회에서는 인명 구조원이 주요 EMS 제공자 역할을 할 수 있다.

## 같이 보기
- 해변
- 이안류
- 인명구조
- 구난
- 수영장